# Naked put
Naked put (nieosłonięta opcja sprzedaży) jest strategią opcyjną polegającą na zajęciu krótkiej pozycji w opcji sprzedaży, bez zajmowania pozycji w instrumencie bazowym ani w innym instrumencie pochodnym na instrument bazowy. Strategia ta przynosi zysk w sytuacji wzrostu ceny instrumentu bazowego. Wystawienie nieosłoniętej opcji może się wiązać z dużym ryzykiem i oznacza konieczność wpłacenia depozytu zabezpieczającego, którego wartość na ogół przekracza wartość premii opcyjnej.